# Докторово (Новоандреевский сельский совет)
Докторово (укр. Докторове; до 2016 г. — Жовтневое) — село, относится к Новоандреевскому сельскому совету Ширяевскому району Одесской области Украины.
Население по переписи 2001 года составляло 179 человек. Почтовый индекс — 66831. Телефонный код — 4858. Занимает площадь 0,81 км². Код КОАТУУ — 5125485603.

## История
В 1945 г. Указом ПВС УССР хутор Окснера переименован в Жовтневый.

## Местный совет
66831, Одесская обл., Ширяевский р-н, с. Новоандреевка, ул. Центральная, 15